# Немачка подморница У-18
Подморница У-18 је била Немачка подморница типа II-Б и коришћена у Другом светском рату. Подморница је изграђена 4. јануара 1936. године и служила је у 1. подморничкој флотили (4. јануар 1936 — 20. новембар 1939) - борбени брод, 3. подморничкој флотили (30. септембар 1937 — 1. август 1939) - борбени брод, 3. подморничкој флотили (1. септембар 1939 — 1. новембар 1939) - борбени брод, Школској подморничкој флотили (1. новембар 1939 — 1. март 1940) - борбени брод, 1. подморничкој флотили (1. април 1940 — 1. јун 1940) - школски брод, 24. подморничкој флотили 1. јул 1940 — 17. децембар 1940. - школски брод, 22. подморничкој флотили 18. децембар 1940. - септембар 1942. - школски брод, и 30. подморничкој флотили (6. мај 1943 — 25. август 1944) - борбени брод.

## Служба
По увођењу у службу, 4. јануара 1936. године, подморница У-18 је била уврштена у 1. подморничку флотилу, где је остала све до 28. новембра 1936. године, када је потонула у заливу Либек, услед судара са немачким торпиљером Т-156. Том приликом, су погинула 8 члана њене посаде, а 12 их је преживело. Подморница У-18 је извучена из мора 28. новембра 1936. године, и одлази на ремонт, који је трајао до 30. септембра 1937. године, када поново улази у службу.
Подморница У-18, полази из базе Мемел на своје прво борбено патролирање, 30. августа 1939. године, под командом капетана Макс-Хермана Бауера, али је већ 7. септембра упловила у Швинеминде. Сутрадан, У-18 прелази из базе Швинеминде у базу Кил, где остаје до 14. септембра, када полази на своје друго патролирање. Након 11 дана безуспесног патролирања, У-18 је упловила поново у базу Кил, и ту остаје до 2. октобра, када полази на следеће своје борбено патролирање. Ни на трећем борбеном патролирање У-18 није забележила никакве успехе, и вратила се 19. октобра у базу Кил.
На следеће своје борбено патролирање, подморница У-18 је пошла из Кила, 15. новембра 1939. године. У 21:16 сати, 18. новембра, британски трговачки брод  (заповедник Ерик Чарлс Мидлтон) је био погођен једним торпедом, испаљеног из У-18, и веома брзо је потонуо, након једне јаке експлозије, северно-северозападно од рта Кинеирд. Подморница У-18 је у 20:45 сати испалила прво торпедо ка броду, али је оно промашило мету. Комплетна посада британског брода, која се састојала од 9 људи, погинула је проликом потонућа свог брода.
Дана, 23. новембра 1939. године, подморница У-18 је упловила у базу Вилхелмсхафен, чиме је завршила своје четврто борбено патролирање. Сутрадан, команду над подморницом је преузео капетан Ернст Менгерсен, али У-18 је пошла на своје следеће борбено патролирање, тек 18. јануара 1940. године. У 07:01 сати, 23. јануара 1940. године, У-18 је испалила торпедо ка једном малом трговачком броду, и погађа га у висини командног моста, услед чега брод тоне за свега 30 секунди. Подморница је уочила брод још у 00:50 сати, а прво торпедо које је испалила у 06:49 сати, промашило је циљ. Жртва је највероватније био незаштићени неутрални норвешки трговачки брод  (заповедник Ролф Квилхауг) који је нестао на путу од Уједињеног Краљевства ка Норвешкој. Три дана касније, 26. јануара, У-18 је упловила у Вилхелмсхафен, и ту је остала до 11. фебруара 1940. године, када полази на своје следеће борбено патролирање. Након 14 дана безуспешног патролирања, У-18 се вратила 24. фебруара у Вилхелмсхафен, да би након три дана напустила базу Вилхелмсхафен, и отишла у базу Кил. Од 1. априла 1940. године, подморница У-18 се користила у тренажне сврхе.
Одмах по донешењу одлуке у немачком главном штабу, да се на Црно море формира подморничка флотила, подморница У-18 је заједно са још пар подморница припремљена за пребациванје копном, а затим Дунавом, до базе Констанца у Румунији. По завршеном пребацивању и краће пробне вожње, подморница У-18, под командом Карла Фрајгеа, полази 26. маја 1943. године, на своје прво борбено патролирање Црним морем. Након 15 дана безуспешног патролирања, У-18 се вратила 9. јуна у базу Констанца, где је остала до 16. јуна 1943. година, када полази на ново патролирање. Две недеље касније, У-18 упловљава у Севастопољ, чиме је завршила још једно патролирање Црним морем. Дана, 3. јула 1943. године, У-18 напуста базу Севастопољ, и полази на ново патролирање. Ни на свом трећем борбеном патролирању по Црном мору, подморница У-18 није забележила никакве успехе, и 22. јула упловљава у базу Констанца.
Скоро месец дана, подморница У-18 је провела у бази Констанца, а онда 21. августа креће у нову патролу. У 21:51 сати 29. августа, подморница У-18 испаљује једно торпедо ка совјетском наоружаном рибарском броду TSC-11 Dzhalita, које га је након 1 минут и 55 секунди погодило иза јарбола. Брод је брзо потонуо заједно са још 15 морнара, на око 25 маутичких миља северозападно од Потиа. Преживеле совјетске морнаре, њих 23, спасио је совјетски обалски минолавац SKA-0108. Сутрадан 30. августа, у 19:32 сати, подморница У-18 је напала совјетски патролни чамац SKA-0132, гађајући га из свог против-авионског топа од 20 mm и забележила је неколико погодака, пре него је морала да прекине напад, пошто је осветљена једним рефлектором са совјетске обале. Дана 24. септембра 1943. године, У-18 упловљава у Констанцу, где опет остаје око месец дана. На ново патролирање, У-18 полази из базе Констанца, 27. октобра 1943. године.
У 17:15 сати, 18. новембра, подморница У-18 испаљује 2 торпеда, која су погодила совјетски танкер Josif Stalin, у близини Лазаревскоје, и извештава да је потопила брод. Међитим, совјетски танкер јесте био тешко оштећен, али није потонуо. Дана, 24. новембра, У-18 се након 29 дана патролирања враћа у базу Констанцу. У периоду од 29. јануара 1944. година, па до 16. августа 1944. године, подморница У-18 је извршила још 4 борбена патролирања, али није забележила никакав успех.
Дана, 25. августа 1944. године, У-18 је потопљена од своје посаде у Констанци, како не би пала румунским снагама у руке, пошто је Румунија потисала 23. августа капитулацију, а 25. августа објавили рат Немачкој. Совјетске снаге су извукле крајем 1944. године подморницу У-18 из мора, али је након две и по године, потапају у близини Севастопоља. Тог истог дана, 26. августа 1947. године, совјети потапају и бившу немачку подморницу У-24.

## Команданти
- Ханс Паукштат - 4. јануар 1936 — 20. новембар 1936.
- Хајнц Бедун - 30. септембар 1937 — 31. октобар 1937.
- Макс-Херман Бауер - 1. новембар 1937 — 24. новембар 1939.
- Ернст Менгерсен - 24. новембар 1939 — 2. септембар 1940. (Витешки крст)
- Ханс-Хајнц Линдер - 3. септембар 1940 — 17. децембар 1940.
- Ернст Вогелсанг - 18. децембар 1940 — 6. мај 1940.
- Ханс-Ахим фон Росенберг-Грисчински 7. мај 1941 — 31. мај 1942.
- Фридрих-Вилхелм Висман - 1. јун 1942 — 18. август 1942.
- Карл Фрајге - 3. децембар 1942 — 2. мај 1944. (Витешки крст)
- Ханс-Јирген Барч 2. мај 1944 — 25. мај 1944.
- Рудолф Арент - 25. мај 1944 — 7. јун 1944.
- Карл Фрајге - 8. јун 1944 — 25. август 1944. (Витешки крст)

## Бродови
| Име брода | Држава               | Тежина     | Година изградње | Датум напада       | Напомена |
|           | Уједињено Краљевство | 500 тона   | 1915.           | 18. новембар 1939. | Потопљен |
|           | Норвешка             | 1000 тона  | 1889.           | 23. јануар 1940.   | Потопљен |
|           | СССР                 | 400 тона   | 1916.           | 29. август 1943.   | Потопљен |
|           | СССР                 | 56 тона    | 1943.           | 30. август 1943.   | Оштећен  |
|           | СССР                 | 7.745 тона | 1934.           | 18. новембар 1943. | Оштећен  |
| --------- | -------------------- | ---------- | --------------- | ------------------ | -------- |